# 东渭桥遗址
东渭桥位于中国陕西省西安市北部高陵区的渭河上，为汉高祖为连接长安和栎阳而建。是古代关中通向北方的重要交通设施。

## 历史
东渭桥桥建于汉代，由于距都城较远，因此并未发挥重大作用。直到唐玄宗开元二十二年（734年）在此设置渭桥仓，将东南江淮粮食经此运抵京城，成为朝廷粮仓和中央文武衙署经费的重要来源，才改变这一情况。
唐代宗永泰元年（765年）吐蕃东掠，为防御吐蕃，唐朝在此驻重军。唐德宗建中元年（780年）朱泚叛乱，为平定叛乱，唐军在此与叛军作战。唐僖宗中和元年（881年）黄巢起义军占领长安，起义军和唐军于此作战。黄巢起义失败后，由于东南江淮粮道的断绝，东渭桥又失去了重要性。